# زيد الشمري
زيد عناد مطلق الشمري من مواليد 1 فبراير 1997 لاعب كرة قدم قطري يجيد اللعب في خط الوسط. لعب سابقاً لصالح نادي أم صلال.